# Margarida da Sicília, Condessa da Turíngia
Margarida da Sicília ou Margarida de Hohenstaufen (em alemão:  Margaretha; Graz, c. 1236/1237 ou Foggia, 1 de dezembro de 1241 – Frankfurt am Main, 8 de agosto de 1270) foi uma princesa da Sicília por nascimento.  Ela foi condessa da Turíngia e condessa palatina da Saxônia pelo seu casamento com Alberto II de Meissen.

## Família
Margarida foi filha do imperador Frederico II do Sacro Império Romano-Germânico e de princesa Isabel da Inglaterra.
Os seus avós paternos foram o imperador Henrique VI do Sacro Império Romano-Germânico e Constança da Sicília. Os seus avós maternos foram o rei João de Inglaterra e Isabel de Angolema.
Entre seus irmãos estavam: Henrique, de quem não sabe muito; Carlos Otão, Senhor de Viterbo, conhecido como Henrique de 1242 a 1251. No testamento do pai, lhe foi legado o Reino de Jerusalém, e, de acordo com Matthew Paris, o Papa Inocêncio IV tentou, sem sucesso, fazer Henrique, quem ele considerava como um filho, se casar com uma de suas sobrinhas. Ela também teve um irmão chamado Frederico, e mais um irmão ou irmã sem nome. Além destes, outras fontes nomeiam um irmão chamado Jordano, que recebeu o nome devido ao seu batismo com água do Rio Jordão, e uma irmã chamada Inês, ambos os quais morreram logo após nascerem.
Do primeiro casamento do pai, Frederico, com Constança de Aragão, foi meio-irmã de Henrique VII da Germânia, e do segundo casamento dele com a rainha Isabel II de Jerusalém, também foi meio-irmã de Conrado IV da Germânia.

## Biografia

### Nascimento
A data de nascimento de Margarida é difícil de averiguar com precisão, pois há controvérsia em relação ao número exato de filhos que a sua mãe teve.  O único fato sobre os filhos é que, na época em que Isabel morreu em dezembro de 1241, havia duas crianças sobreviventes, um menino e uma menina, segundo Frederico II relata numa carta para o cunhado, o rei Henrique III, contando sobre a morte da irmã dele. Alguns autores colocam a data de nascimento de Margarida como sendo no final de 1236, no começo ou fim de 1237, em Graz, como o cronista Ricardo de São Germano, que menciona uma nova filha nascia de Isabel em fevereiro de 1237. Frederico também escreve sobre o nascimento de uma filha numa carta sem data, normlamente atribuída ao ano de 1237. Já outros autores acreditam que Isabel morreu no parto de Margarida, em 1 de dezembro de 1241, em Foggia.
Apesar da questão da sua data de nascimento, há o registro de que ela esteve noiva de Hermano II, Conde da Turíngia, no ano de 1238. Segundo uma carta escrita pelo Papa Inocêncio IV, ela tinha 2 anos na época. Hermano era filho de Luís IV, Conde da Turíngia e da princesa e Santa Isabel da Hungria. Porém, o contrato de casamento foi rompido em 1239, pois de acordo com o Annales Sancti Pantaleonis Coloniensis, Hermano repudiou o seu noivado com a filha do imperador. Hermano acabou se casando com Helena de Brunsvique-Luneburgo em 1239, e faleceu em 3 de janeiro de 1241.

### Casamento
Em 1242, ficou noiva de Alberto, conhecido como "o Degenerado", filho e herdeiro de Henrique III de Meissen e de Constança da Áustria. Eles se casaram em 1254 ou em junho de 1255, e a noiva recebeu o Território Imperial de Pleissenland, ou seja, as cidades de Altemburgo, Zwickau, Chemnitz e Leisnig, como seu dote.
O casal se estabeleceu na residência de Alberto em Eckartsberga, e mais tarde eles se mudaram para o Castelo de Wartburg. Juntos tiveram cinco filhos, três homens e duas mulheres. 

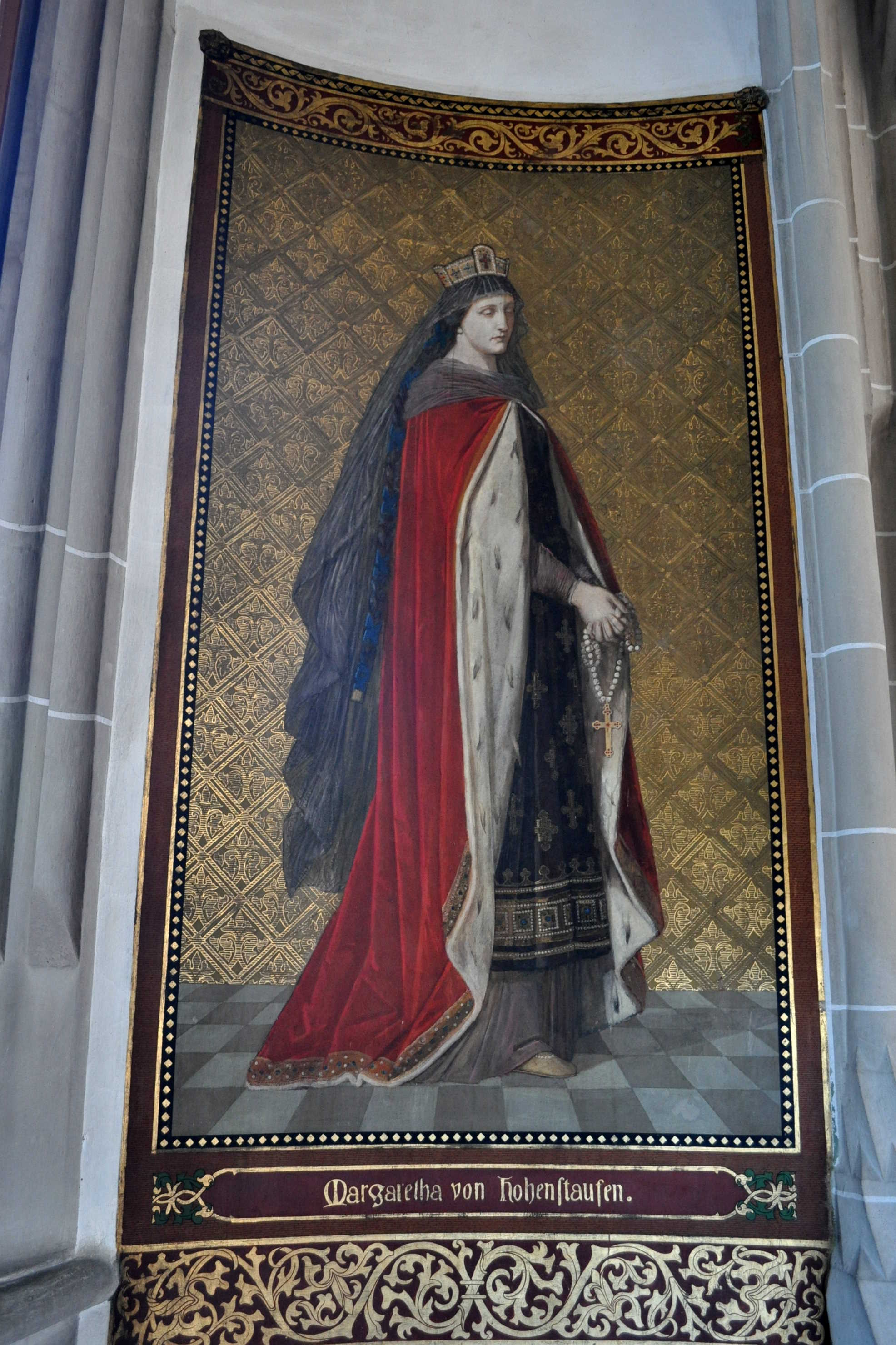
Mural representando Margarida no Castelo de Albrechtsburg.

Em 1265, o seu marido recebeu os títulos de conde da Turíngia e de conde palatino da Saxônia, após a abdicação de seu pai, que manteve o controle sob Meissen. Ele só se tornou marquês de Meissen anos depois, em 1288.
Após a execução de seu sobrinho, Conradino da Germânia, filho de seu meio-irmão, o rei Conrado IV, em 29 de outubro de 1268, a condessa Margarida, como a parente mais próxima, deveria ter se tornado a rainha por direito (suo jure) da Sicília, além da herdeira geral das reivindicações da Dinastia de Hohenstaufen ao Ducado da Suábia e do Reino de Jerusalém (apesar do fato de que ela era não era descendente dos reis de Jerusalém, o seu pai, o imperador Frederico II, tinha reivindicado o trono para si). O seu filho, Frederico I de Meissen assumiu por algum tempo os títulos em direito da mãe.
Após descobrir que o seu marido a traía com Cunegunda de Eisemberga, sua dama de companhia, quem aparentemente tinha tentado várias vezes envenenar Margarida com o conhecimento de Alberto, Margarida foi embora de Wartburg, em 24 de junho de 1270. Segundo uma lenda, antes de partir, ela mordeu a bochecha do filho Frederico; a partir de então, ele ficou conhecido como Frederico, o Mordido. 
Margarida primeiro foi para o Castelo de Krayenburg, na Turíngia, de lá se dirigiu para o Mosteiro de Kreuzberg, que hoje fica no município de Philippsthal, e depois seguiu para Fulda, hoje no estado do Hesse. Por fim ela passou a morar na Igreja Weissfrauenkirche, em Frankfurt, onde foi apoiada pelos cidadãos de lá. A princesa morreu seis semanas depois, em 8 de agosto de 1270, e foi enterrada na igreja. 
Quando escavações ocorreram em 1953 como parte da demolição da igreja, que foi destruída na Segunda Guerra Mundial, foram identificadas cerca de 70 sepulturas, porém, o túmulo de Margarida não foi encontrado.

## Descendência
- Henrique (21 de março de 1256 – 25 de janeiro/23 de julho de 1282), senhor das  Pleissenlands em 1274. Foi casado com Edviges de Breslau, com quem teve um filho;
- Frederico I de Meissen (1257 – 16 de novembro de 1323), sucessor do pai. Foi primeiro casado com Inês de Gorizia-Tirol, com quem teve um filho, e depois foi marido de Isabel de Lobdeburg-Arnshaugk, com quem teve dois filhos;
- Teodorico IV da Lusácia (1260 – 10 de dezembro de 1307), marquês da Lusácia. Foi o primeiro marido de Judite de Henneberg, mas não teve filhos;
- Margarida (m. após 10 de abril de 1273);
- Inês de Meissen (antes de 1264 – setembro de 1332), foi esposa do duque Henrique I de Brunsvique-Grubenhagen, com quem teve dezesseis filhos, entre eles Adelaide, segunda esposa do rei Henrique I da Boêmia e Irene de Brunsvique, imperatriz bizantina como esposa de Andrónico III Paleólogo.